# 泥流地帯
『泥流地帯』（でいりゅうちたい）は、三浦綾子の小説。1926年5月24日の十勝岳噴火とそれに伴う火山泥流（ラハール）にまつわる物語を描く。
1976年1月4日から9月12日まで北海道新聞の日曜版に連載。また、続編にあたる『続泥流地帯』が1978年2月26日から11月12日まで同じ北海道新聞の日曜版に連載された。単行本は1977年（正編）、1979年（続編）に新潮社から出版された。
三浦綾子が執筆した長編小説として『泥流地帯』は17作目『続泥流地帯』は19作目と数えられるが、連載前より正続通じた構想がなされており実質上の上下巻として連続的に描かれていることから、ここでは両作合わせて『泥流地帯』として記述する。
現在も新潮文庫で入手可能（電子書籍版は小学館より）。

## 書誌情報
- 泥流地帯
  - 初出：1976年1月4日 - 9月12日、北海道新聞日曜版連載
  - 単行本：新潮社、1977年3月
  - 文庫：新潮文庫、1982年7月、ISBN 978-4101162065
  - 全集：『三浦綾子全集』（主婦の友社）第8巻収録、1992年5月、ISBN 978-4079380027
  - 横書・総ルビ版：三浦綾子記念文化財団、2023年6月、ISBN  978-4991232541
- 続 泥流地帯
  - 初出：1978年2月26日 - 11月12日、北海道新聞日曜版連載
  - 単行本：新潮社、1979年4月
  - 文庫：新潮文庫、1982年8月、ISBN 978-4101162072
  - 全集：『三浦綾子全集』（主婦の友社）第9巻収録、1992年7月、ISBN 978-4079380195
  - 横書・総ルビ版：三浦綾子記念文化財団、2023年6月、ISBN  978-4991232558

## 概要
『泥流地帯』は夫であり口述筆記のパートナーである三浦光世氏に勧められ執筆することとなった。旭川営林署勤務の経験から近郊の上富良野町（当時は上富良野村）で実際に起きた未曽有の泥流災害に大きな関心を持っていた光世は、人間の苦難をどう見るか、どう受け止めるか、旧約聖書のヨブ記に示されたテーマを下敷きに、十勝岳大爆発の小説執筆を三浦に提案。三浦は当初農業経験が無いことやそのテーマの重さなどから乗り気ではなかったというが、1975年に北海道新聞日曜版での連載依頼があったことを機に執筆を決意。上富良野町で幾度にもわたる綿密な取材を重ね、翌年1月より連載を開始した。
主人公の家庭を構成するにあたり、三浦は夫・光世の家族を大いに参考とした。32歳で死去した父親、家伝薬に長じた祖父、自分で茶だんすを作るほど器用な兄などの人物像や、祖父の代に福島から入植したことや父が肺結核を患ったこと、髪結いになるために母が札幌に出たことなど家庭環境や出来事なども作品に取り入れている。
また、作中には吉田貞次郎村長一家や沼崎重平翁などのように実在の人物がそのまま登場するほか、菊川教諭のように実在の村民をモデルとした登場人物が多く描かれている。地名や施設、団体なども実在するものを多く使用しているため、悪役として描かれる深城鎌治やその経営する女郎屋「深雪楼」なども実在すると考える読者も多いが、これらは実在しないしモデルも存在しないと後に三浦本人が語っている。
三浦の代表作である『氷点』ではキリスト教の概念である「原罪」が重要なテーマとされるなど三浦作品では作者の宗教的な立場が色濃く反映されることが多いが、『泥流地帯』『続泥流地帯』は旧約聖書のヨブ記をテーマの土台としているものの本文中では他作品と比べキリスト教の色合いが薄いといわれている。
また、連載開始後に「少年少女小説を書こうとしておられるのか」と編集担当者から慌てて電話があったという逸話があるほど文体が平易（意図してそう書いていた）であるため、現代の読者にも違和感なく、長く読み継がれていることも本作の特徴といえる。
2023年6月には三浦綾子記念文化財団より横書き・総ルビ版が出版され、幅広い世代への読書の広がりや日本語学習などに活用されている。

## あらすじ
大正期、北海道の名峰十勝岳の麓の上富良野村。開拓農家の子供である石村拓一・耕作の兄弟は、幼いころに父を亡くし、さらに髪結い修行に出た母と離れ、祖父母・姉妹とともに暮らしていた。真面目に生きているのに報われない・・・首席で合格した中学への進学さえ諦めた自分や借金のかたに身売りされた幼馴染。賢く多感な少年・耕作は、いくら働いても貧しさから抜けられない小作農家の暮らしの中で、狡く生きながら栄えている者がある現実に疑問を抱きながらも、博識で人望篤い祖父・市三郎や実直な兄・拓一、恩師や沢の友人ら上富良野の村人たちから様々な学びを得て成長する。

耕作19歳の春。入植から30年を迎え、血の滲む過酷な開拓を経て、村人たちは貧しくもささやかな安寧を実感し始めていた。しかし大正15年5月24日、数年来活発な火山活動を見せていた十勝岳がついに山体崩壊を伴う大爆発を起こした。残雪を融かし巨岩を砕き大木をなぎ倒しながら「山津波」となって集落を襲う泥流。144人もの生命と数多の財産、そして30年を費やして切り拓き、大切に育てた田畑が一瞬のうちに奪われた。

かつての美田を隙間なく覆う流木。その下には大量の硫黄を含み、火をともせば青白い炎をあげる死の土。変わり果てた土地を前に、上富良野の村人、登場人物ら開拓者たちは何を思い、どう生きたのか。
なぜ「正しい者」に試練が課せられるのか、報いとは何か。生きることの本質に迫る巨編。

## 登場人物
作者三浦綾子が「理想の男性」の一人に挙げる石村拓一をはじめ、石村耕作、曾山福子、深城節子など三浦作品でも屈指の人気キャラクターが登場する。
石村耕作
開拓農村の貧しい小作農家で暮らす本作の主人公。幼少から教師を驚かせるほどの秀才で級友からの信望も厚い。しかし恋愛や心の機微に鈍感で不器用な一面も。幼馴染の曾山福子に淡い想いを抱きつつ兄・拓一の気持ちを尊重してしまう一方、石をぶつけ怪我をさせてしまったことで関りをもつこととなった深城節子の想いを受け止めきれず苦悶する。
「耕作は頭で考える」と兄から評されるように物事を深く考えすぎ、現実との乖離に戸惑う。また、正直に勤勉に生きる者が報われず善人が幾多の試練に見舞われ、一方で人を傷つけ狡く生きる者が大いに栄える現実に答えを見いだせず思い悩みながらも、兄・拓一の実直な生き様や村の賢人として敬われる祖父・市三郎から授けられた多くの教訓、同級生の正直な行動など、苦しい暮らしの中でも強く真っ直ぐに生きる上富良野村の人々から多くのことを学び、導かれながらさらに成長していく。
三浦の夫・光世をイメージした人物とされる。
石村拓一
耕作の３歳上の兄。三浦文学屈指の人気を誇り、作者の三浦が「理想の人」として挙げる好漢。強靭な肉体と精神で耕作の成長を後押しするだけでなく、泥流で崩壊した上富良野村で吉田貞次郎村長らとともに復興の精神的支柱としてけん引する。
人懐こく誰とでも打ち解ける質だが喧嘩が強く親友の曾山国男と共に上級生でも大人数でも構わず向かっていく熱血漢。
物語冒頭では暗闇を恐れ用便もままならない臆病な少年期があったり、流行ファッションを身に纏う姿や喧嘩っ早い一面を見せるなど普通の青年としての姿が描かれるが、莫大な借金を負わされた幼馴染を救うために5銭、10銭と蓄え続けたり、おびただしい数の流木に埋め尽くされた畑から一本ずつ巨木を取り除く作業を愚直に続け、弟・耕作があきれ返り憤るほど自分の信念を貫く力が強い。
光世の兄がモデルとされる。
曾山福子
耕作の同級生で幼馴染。おとなしく引っ込み思案だが学業に優れ、誰にでも深い思いやりを見せ何事にも丁寧な性格。幼いころから酒乱で博打狂いの父親に翻弄されており、思わぬ形で耕作ら沢の分教場の仲間たちと離れることとなった。明日目が覚めないことを願うほどに過酷な暮らしであったが、その原因者である父・巻造を恨みに思わないまでに自分の境遇や運命を諦観しており、その事実が貧しいながらも愛情を受け育ってきた耕作を大いに混乱させる。物語後半で一般女性とは程遠い幸福観が描かれるが、幼いころから耕作には特別な思いを抱いており、辛い暮らしの中でもその想いや沢の思い出を拠り所として日々を生き抜いていく。
深城節子
「上富小町」と呼ばれる美貌の、清廉で聡明な市街の少女。物語最大の悪役・深城鎌治の娘であることであらぬ誹謗にさらされ、深く悩み傷つきながらも自分の生きる道を切り拓こうと歩み続ける現代的な女性。幼少期に勇敢にも深城に立ち向かった１歳下の耕作に強い興味を持ち、成長し再会した後はいつしか恋心をもって耕作に接するようになったが、鈍感な耕作に想いが届かず悲観することも。泥流災害直後に耕作の生存を知り感情を爆発させ、以後さらに深い愛情を真剣かつ積極的に示すようになる。一方で父・深城鎌治への嫌悪感を募らせ、決別し一人の人間として力強く生きる決意を固めていく。
石村市三郎
福島から入植した開拓者。貧しい小作農としてではあるが土に触り人を助けながら充実した日々を送る。家伝薬に長じ論語や聖書にも精通する、深城さえ一目置く村の賢人。父代わりとして耕作ら孫を育てる市三郎は物語前半（『泥流地帯』）で数々の教えを説いていき、物語後半（『続泥流地帯』）になっても耕作や拓一らを導き続ける。「なりたいと思った者になれたら、それが成功者だ」など本作における「名言」の多くは市三郎の口から語られる。
光世の祖父がモデルとされる。
石村佐枝
耕作や拓一の母。夫・義平に先立たれ4人の子供を育てるために札幌へ髪結い修行に出る。慎ましくも芯の強い性根と器量の良さは上富良野村を離れたり帰郷が遅れたりする遠因となり、長く子供たちと離れ寂しい思いをさせてしまうこととなる。しかし修行先で肋膜を患うなど、多くの試練を乗り越えた経験や信仰によって後に耕作らの心を優しく、強く支えていく存在となる。
子供を置いて髪結い修行に出ることなど、光世の母の経験を参考としている。
石村修平
耕作の叔父。亡き義平の弟。自らも認める偏屈者で面倒な性格だが根は優しく家族思い。配慮に欠ける言葉で周囲を困らせたり傷つけたりすることも多いが、開拓農家にとって極めて重要な農耕馬の目利きと交渉術にあっては村内指折りの存在であり、さらに泥流災害時には多くの家族を失いながらもいち早く立ち上がって救助・捜索の陣頭に立つなど、優秀な石村一族の片りんも見せる。
深城鎌治
市街で女郎屋を経営する男。節子の父。欲の権化のような人物で高利貸しに賭博場、女郎屋の経営と金儲けには手段を選ばないが、やがて財産家となり村内で大きな影響力を持ちはじめる。泥流災害直後には食料を高値で販売し火事場泥棒的に儲け、復興期になると村債借入の反対運動を先導し吉田貞次郎村長排斥運動に大きく加担した。
金と暴力、恫喝で思うままに生きるが市三郎や佐枝、拓一など石村家の人々だけは思うようにできず苛々を募らせる。
曾山巻造
曾山福子の父。分教場へ向かう沢で小作農家として暮らす酒乱の博打狂い。普段は卑屈なほど腰が低いが酒が入ると粗暴な本性を現す。酒と博打のために家族を売り飛ばすなど三浦文学でも指折りのダメ人間。泥酔して他人の家（石村家）に上がり込み、婚礼のご馳走が乗ったちゃぶ台をひっくり返すなど星一徹や寺内貫太郎を凌駕する非道ぶりを見せつける。
曾山国男
拓一の無二の親友であり福子の兄。ケンカも相撲も拓一と比肩する強さで、一緒に受けた兵役検査では共に甲種合格となり後に旭川の陸軍第七師団に入隊する。酒乱の父に辟易しているが見捨てるわけにもいかず日々苦労を重ねる。泥流で生家を失った後は帰省のたびに石村家を訪れ、明けても暮れても途方もない作業に勤しむ拓一に当初疑問をぶつけるが、拓一の復興に向けた思いを聞いた後は良き理解者となりその歩みを後押しする。
石村義平
耕作・拓一らの父。市三郎から家督を継ぎ、妻の佐枝とともに富・拓一・耕作・良子の4人を育てていたが、32歳の時に冬山造材の現場で事故死。作中ではあまり人物像などに深く言及されないが、その後逞しく成長し、復興の旗手として、また教育者としてそれぞれ立派に活躍する拓一・耕作兄弟を前にしてさえ、田谷のおどや弟の修平が「拓一と耕作を一緒にしたような」と評するほど優れた人物であったことが示されている。
石村（武井）富
耕作の姉で石村家の長子。物静かな性格で母が髪結い修行に出た後の石村家で祖母のキワとともに母親代わりも務めるしっかり者。家が貧しく、耕作の中学進学によって嫁入りが遅れることについて恋人である武井隆司と交わした会話が耕作に聞かれることとなり、耕作が中学を諦めるきっかけを作ってしまう。その後結婚し幸福を掴むかに思われたが底意地の悪い姑・シンのために過酷な結婚生活を強いられる。
石村良子
耕作の妹で天真爛漫な石村家の末子。幼いころに家を出た母の顔は知らずに育ち、ただ再会の日を夢見て暮らす。
石村キワ
耕作の祖母で市三郎の妻。信心深く毎日太陽に手を合わせ感謝と共に生きる。中風に倒れるも家族の献身的な介助で快復を見せる。
石村加奈江・貞吾
耕作のいとこ（石村修平の子）。耕作と同い年の加奈江はしっかり者で思いやりがあり、１級下の貞吾は明るく周囲を笑顔にする存在。いとこ同士仲が良く、学校、遊び、仕事の手伝いなど耕作らと何かと行動を共にする。「農家に学問はいらん」が信条の修平の影響からか学業成績はどちらも芳しくないとされる。
田谷仙太（田谷のおど）
日進の沢の小作農家・柄沢与吉の奉公人。きさくで面倒見のよい人柄から村内外の情報や噂がよく集まり、新聞代わりの情報通として各所で重宝される。近隣の石村家とも親交が深い。納屋の２階での奉公人同士の共同生活など極めて貧しく質素な暮らしぶりと共に、村の噂を集めながら好きな酒を飲み愉快に暮らす様子も描かれる。修平が耕作に対し「嫁を選ぶ時は親の顔を見れ」と、節子を前に心ない言葉を向けた時も節子の家庭環境やその場の状況を的確に判断し機知に富んだフォローを入れるなど、優れた人格を垣間見せ沢を越えて村人からも信頼される好人物。
菊川政雄
全6学年がひと学級で学ぶ日進の沢の小学校で、たった一人で児童を指導する教師。自身も日進の沢の小作農家の子で、生徒たちの生活にも深い理解と愛情をもって教育にあたり、耕作ら生徒からの信望も篤い。耕作が教師を目指すきっかけとなった恩師。
日進分教場（実際は「日新尋常小学校」）の実在した菊池政美教諭の人柄や環境、被災状況などをモデルに描かれている。
花井澄子
節子の幼馴染で深城家の隣家、花井菓子店の娘。上富良野尋常高等小学校の教師となり、後に耕作の同僚となる。深城の娘という境遇に苦しむ節子にとって重要な理解者であり、節子の耕作への想いだけでなく、耕作の将来にも親身に、深い感情をもって接する。
益垣先生
高等科時代の耕作の受け持ち教師。札幌育ちで北海道庁官吏の父を持ち、教育に関する情熱はあるものの狭量で嫉妬心が強い。常にカリカリとして生徒にあたり、特に代用教員である菊川、その教え子の耕作という、日頃馬鹿にしていた「農家の倅」の優秀さに苛つき強く当たる。耕作が教師になり同僚となってからもその傾向は変わらない。
松井二郎
隣の沢から同じ分教場に通う耕作の同級生。ひょうきん者で学校のムードメーカー。学校の沢からひと山越え並行する別の沢の住民であるため泥流の難を逃れた。
井上権太
石村家の隣人であり耕作の親友。朗らかで実直な性格。常に思いやりに溢れる行動をとる。褒められることに慣れ、叱られることを過度に嫌う耕作に、自らの行動で他人の評価に左右されない誠実で正直な行いの大切さを気づかせる。
若浜
高等科時代の耕作の同級生。裕福な雑貨屋で村議会議員の子息。益垣教諭に贔屓されており、鳴り物入りで編入してきた耕作に並々ならぬ対抗心を燃やすが、耕作の段違いの優秀さやそれを鼻にかけない清々しさにやがて脱帽。素直に親しみを示すようになる。
坂森五郎
上富良野尋常高等小学校で耕作が受け持つ生徒。母や３人の兄を亡くし、担任当初は全く笑顔を見せず常にうつむいているような生徒であったが、父を亡くし母と離れ育った耕作の境遇を知り徐々に心を開き、やがて学級内でも明るさを取り戻していく。唯一残った兄である四郎は耕作が豆腐屋を手伝った日に客として訪れ、会話の中で母親を亡くしたことなどが明かされた。
松坂愛之助
耕作の受け持ち生徒。明るく素直な性格で耕作にもよく懐いているが、質屋を営む父親が耕作の兄である拓一を傷つけたことや自分が耕作の教え子であるがために被害を告発することさえできなかったことなど、愛之助の心にも大きな傷を背負ってしまう。
武井隆司
修平と同じカジカの沢の住民で硫黄山（十勝岳）の鉱業所で働く若者。耕作の姉・富と恋仲となり嫁にもらうことを望むも石村家の貧しさからうまくいかず、金のかかる中学に進もうとする耕作への不満を口にしてしまう。継母のシンから冷たく当たられており「他人のために犠牲になってもそいつは恩に着たりしない」など荒んだ人間観を持つが、妻の富に対しては並々ならぬ愛情を持っている様子が描かれている。
武井シン
武井隆司の継母。酷薄で底意地の悪い物言いで周囲を傷つけたり困惑させたりすることが多い。富が嫁入りした後も冷たく当たり、富が硫黄事務所で働く原因となる。泥流に巻き込まれたであろう家族の安否を気遣うより死亡見舞金の額に喜び笑顔を見せたり、大切な人を失った者の前で「自分たちは心がけが良かったから生き残った」など配慮の欠片もない言葉をためらいなく発する。多くの読者から嫌われているが物語上で重要な役割を持つ、誰しも奥底に潜ませる無意識の悪を体現する人物。
深城金一
深城鎌治の息子。気が弱く父に逆らえない性格から妹の節子に「だらしない」と評される。だが福子に対して深城さえ警戒するほど執念深い情愛を見せるなど時折父親譲りの性質を垣間見せる。
深城ハツ
深城鎌治の後妻。女郎あがりの苦労人であり深雪楼の遊女たちにも深い愛情と労りをもって接する。血のつながらない節子からの信頼も厚いが、後に深城の身勝手から濡れ衣を着せられ家を追い出される。
豆腐屋の親父とおかみ
深雪楼の近所で豆腐屋を営む亭主。おかみは隣接する食堂を切り盛りする。父親との関係が極めて悪い節子を幼い頃から気にかける。また節子もよく懐き、よき理解者として慕っている。高等科時代の耕作に店番などを手伝わせ働くことの大変さ、大切さを学ばせた。頻繁に登場しエピソードの起点になる割に最後まで名前が明かされない。
曾山サツ
国男や福子の母。開拓農家の過酷な生活、夫巻造の酒乱、極めて貧しい暮らしの中で気丈に生きる。国男と福子の下に鈴代ともう一人男子の、少なくとも4人の子を持つ（末子については泥流に巻き込まれたこと以外に記述がない）。
松坂・四季堂
松坂は耕作の受け持ち生徒の松坂愛之助の父。四季堂は受け持ちではないが尋常科の生徒の父兄でどちらも復興起債反対派。耕作の教育方針に難癖をつけ、酒に酔って不穏な視線を向ける。物語終盤ですい星のごとく現れる悪役コンビ。
柄沢与吉
石村家と同じ日進の沢の小作農家。小作ではあるが広い農地で営んでおり田谷のおどら数人の奉公人を抱えている。富の婚礼では夫婦で仲人を務め、市三郎からも信頼される人物であることがうかがえる。泥流災害で自宅は流されたが農地の多くは被災を逃れ引き続き営農した。
荒木川
神社の奉納角力に中富良野から乗り込んできた三十歳すぎの男。二度に渡り拓一を土俵際に追い詰めた実力者。
小永谷
耕作の高等科時代の同級生。軽度の知的障害があり、純真で優しく物おじしない性格から、思いもよらぬ鋭い発言をして益垣教諭を動転させることも。弟の正三は後に耕作の受け持ち生徒となる。
青
石村家の農耕馬。「青」は固有の名前ではなく毛色（馬でいう青は黒色）を指す。物語上の初代となる「青」は耕作と仲がよく心を許し合う存在。耕作の不注意により死なせてしまい「青龍号」として葬られる。初代青の子は鹿毛であったことから「鹿毛（かげ）」と呼ばれる（泥流により死亡）。災害後に十勝の馬喰から購入した馬も青毛（黒色）であったことから初代同様に「青」と呼ばれており、こちらは拓一との信頼関係が細やかに描かれている。 
耕作の教え子
（大正14,15年度　3〜4年生）牛崎友雄、原スギ（スギちゃん）
（昭和2年度　6年生）下出吉三、旗義夫、水谷甚四郎、土野精吉、鮫井十治
耕作の同僚
馬上、原田、大室（用務員）

### ＜実在する登場人物＞
吉田貞次郎
上富良野村の初代（公選）村長。泥流災害時に村長であった吉田は被災した我が家、我が子を顧みず寝食を忘れ救援救助に奔走した。また「石に齧りついても復興を成し遂げる」と被災地視察に訪れた官吏を説き、村債（村の借金）による農地復興に反対する勢力から排斥運動や謂れのない誹謗中傷を受けながらも鋼の精神で「二度の開拓」と称される復興を成し遂げた実在の名村長。
1885年　三重県一身田村（現津市）に生まれる
1900年　三重団体に加わり上富良野に移住
1919年　上富良野村長に就任
1942年　衆議院議員に就任
1948年　死去
吉田てい・弥生
吉田村長の娘。姉の（清野）ていは晩年、上富良野町で泥流災害の語り部として後の世代にその歴史や多くの教訓を伝え残した。弥生は元衆議院議長・安井吉典の妻となり代議士の妻となった後も土に触れ慎ましい生活を貫いた。
菊池政美
作中では耕作の恩師「菊川政雄」として登場。噴火当日に旭川で教員検定試験を受けていたこと、妻子を含む家族を失ったことなどは本人の体験でありほぼそのまま描かれている。
沼崎重平
貧しい農家にも分け隔てなく往診に走り回る医師。後に旭川に移り大きな病院の院長を務める人格者。作中では深城でさえも頭が上がらない人物として描かれ、深城の元を飛び出した節子や継母のハツを救っている。
和田松ヱ門
拓一と同年輩の青年団長。自らは被災していないが復興に心血を注ぐ拓一をよく救けその復興活動を力強く後押しする。自身も日の出地区の農家であり実在の人物（作中では松右ヱ門）。後に上富良野町長（第6代／1971年〜1983年）となる。
佐野文子
明治から昭和にかけて活動した社会運動家。物語に登場する大正後期は、単身遊郭に乗り込み廃娼のビラを撒いたり娼妓に廃業を勧めたりするなど命懸けの廃娼運動に取り組んだ。
その他実在する人々
飛沢先生（飛沢清治）、船引武、水谷甚四郎、小林八百蔵、久野專一郎など

### ＜実在する場所など＞
『泥流地帯』は北海道上富良野町（村）と、そこで起きた泥流災害と復興の歴史を題材としており、地名や施設などほぼ実在のものが登場している。
日進（の沢）
耕作や福子、修平、武井など多くの登場人物が暮らす村はずれの沢。作品に描かれた場所に実際に存在する上富良野町の「日新（読みは同じ「にっしん」）」地区がモデル。
日進分教場
耕作、拓一、福子らが学んだ学校。尋常科（現在の小学1〜6年生相当）のみで高等科（同中学1〜2年相当）はなく、全学年が複式1学級で学ぶ。作中では菊川教諭がただ1人で指導する。実在した「日新尋常小学校」がモデル。
上富良野尋常高等小学校
耕作が通い、後に職場となった市街の学校。明治35年に開校し現在に至るまで上富良野で最も規模が大きい小学校。
上富良野尋常小学校
三重団体の子供たちが通った小学校。高等科はなく耕作らが通った「上富良野尋常“高等“小学校」とは校名が似ているが別の学校。実在の学校は後に「創成小学校」と改称し昭和42年に上富良野西小学校に統合された。現在は跡地に「草分防災センター」が建設され十勝岳火山防災の避難拠点となっている。
上富良野神社
「土俵」の章で拓一が奉納角力（相撲）で死闘を演じた神社。小説同様に毎年8月1日に例大祭が行われ、境内の土俵では青年相撲や子供相撲で賑わいを見せていた。現在は相撲は行われていないが、跡地にはうっすらと土俵の名残が見える。明治35年の創祀から令和6年春まで「生出（おいで）」氏が宮司を務めていたが、小説では「生田神主」と呼ばれる記述がある。
国鉄富良野線
旭川と富良野を結ぶ路線。元々は旭川と釧路を結ぶため十勝線の一部として明治33年に開通した。現在も路線は存続しておりラベンダーや温泉など上富良野を含む富良野区域へ繋がる観光路線として多くの乗客が利用している。
上富良野駅
富良野線全線開通前の明治32年に開設。小説では母の佐枝を訪ねようとした拓一、耕作が雪崩に阻まれ虚しく引き返す場面などで登場。駅舎は昭和8年に火災から復旧した建築であり小説に登場する駅舎とほぼ同じ形状で現存する。
吉田貞次郎邸
続編で石村家の隣家であった吉田村長の家は泥流で浸水するも倒壊せずにその姿を残した。平成9年に上富良野町の開基百年記念事業の一環で邸宅の一部が草分神社横に解体復元され「上富良野開拓記念館」として吉田村長の生涯や功績などが十勝岳泥流災害の記録とともに保存され、一般公開されている。
深山峠
上富良野北部の緩やかな峠。耕作が遠足で生徒を連れて訪れ、生徒と共に市街地を一望しふるさとの大切さを説いた。現在は樹木等によって小説の場面のような市街地（南方向）の眺望は得られないが、十勝岳方面（東方向）の眺望は抜群。桜の名所でもあり春には多くの見物客が訪れる。
吹上温泉
正編のラストで拓一、耕作が武井とともに宿泊した温泉。温泉宿は既に廃業・解体されているが温泉自体は愛好家らによって整備され、秘境の混浴露天風呂「吹上露天の湯」として知られている。人気ドラマ『北の国から95秘密』で田中邦衛と宮沢りえが語り合う名シーンで使用され大きな話題となった。
カジカの沢
石村修平や武井らが住む沢。幼少期の石村きょうだいが母・佐枝の旅立ちを聞かされ家に駆け戻る場面や、姉・富の嫁入り行列が日進の沢の本流からカジカの沢に曲がり提灯の明かりが消えていく場面などが描かれている。
清水沢
石村家から学校へ行く沢を曲がらずに上流へ向かう沢。学校の沢から流れてきた泥流は上流である清水沢方面ではなく下流である石村家の方向へ流下した。田谷のおどが清水沢の飲み友達の元を訪れていて被災を免れた記述がある。現在は上富良野から美瑛町白金温泉方面に向かう路線として多くの観光客や住民が通行する。
上富良野市街地
上富良野駅の西側に広がる市街地。耕作が雪中に35銭を落とす場面などで頻繁に描かれる。大通り（現道々吹上上富良野線）に面し、小説で描かれるとおり菓子屋、豆腐屋、雑貨屋、風呂屋、農具屋、柾屋、飲食店、料理屋など多くの商店が軒を連ねた。大正当時から営みを続ける商店も数軒現存する。

## 実写映画化
三浦文学の代表作でありながらテーマの重さや正続にわたる文量の多さなどから映画やドラマなど映像メディア化がされてこなかったが、作品の舞台となった北海道上富良野町では向山富夫前町長の発意により2017年から『泥流地帯』『続泥流地帯』の実写映画化に取り組んでいる。
2018年に都内の企業と映画製作に関する連携協定を締結したが、翌年にその企業が民事再生法の適用を受け実質上の協定解消となった。仕切り直しで2020年に同じく連携協定を締結した別の企業も2022年に経営不振等を理由に製作を断念。原作さながらの試練に立たされながらも斉藤繁町長が映画化の実現に向けた強い決意を表明した。
2023年5月に上富良野町と株式会社エー・フィルムズ、仲介役としてMiPS合同会社を加えた三者によって映画企画の開発を目指す連携協定を締結。企画には米アカデミー賞外国語映画賞を獲得した映画『おくりびと』で監督を務めた滝田洋二郎氏の参画が表明された。
2025年3月7日、映画監督の柴山健次氏が映画化を手掛けるとともに、映画『おくりびと』の映画監督、滝田洋二郎氏がスーパーバイザーを務めることが発表され、上富良野町の斉藤町長、柴山健次氏、滝田洋二郎氏の3氏より「三度目の正直」とする実写映画化の取り組みにかける思いが寄せられた。当該発表時点ではキャストや撮影スケジュール、公開時期は未定とされている。

実写映画化にあたってはふるさと納税制度を積極的に活用しており、映画本編のクレジットロールに寄附者の氏名を掲載するなどの返礼特典を企画しており既に多くの寄附が寄せられている。
また、三浦綾子記念文学館はこの映画化プロジェクトを支援するためにふるさと納税の呼びかけを行うとともに、口述筆記の直筆原稿のNFT画像や複製の額装版を制作し寄附者への返礼品として提供している。
北海道上富良野町　＜泥流地帯映画化WEBページ＞
三浦綾子記念文学館　 ＜泥流地帯映画化プロジェクト支援募金活動＞
北海道新聞　　＜「泥流地帯」映画化　上富良野が舞台　三浦綾子さん小説＞

## 舞台・その他
2024年7月20日、元TBSアナウンサー堀井美香が朗読劇「yomibasho vol.4 　ピアノとチェロで綴る音楽朗読『泥流地帯』」を東京文化会館小ホールで開催。俳優の西村まさ彦とともにピアノ・川田健太郎、チェロ・市寛也、演出・深作健太という布陣で観客を魅了した。

## 作文コンクール
2020年より読書推進のため『泥流地帯』『続泥流地帯』を題材とすることのみが規定され、応募者の年齢や属性などの応募条件や内容、文字数などに一切の制限がなくプロアマも問わない作文コンクールが毎年開催されている。例年6月から9月の間に募集し11月ごろ優秀作品の発表と表彰が行われる。児童生徒の読書感想文のほか、一般の部では感想文、考察、二次創作から短歌に至るまでバラエティに富んだ作品が寄せられている。
第1回（2020年）〜第5回（2024年）主催：「泥流地帯」映画化を進める会／協力：三浦綾子記念文学館・上富良野町教育委員会 
＜泥流地帯作文コンクールWEBページ＞

## 関連情報
・新潮社文庫の表紙画はいずれも洋画家・糸園和三郎(いとぞの・わさぶろう　1911〜2001)の作品「土塊」が使用されている。『泥流地帯』の表紙画は糸園画伯の出身地である大分県立美術館所蔵。
・北海道新聞連載時の挿絵は洋画家の松田穣(まつだ・みのる　1915〜1997)。